# Mistrovství Evropy ve fotbale žen do 19 let 2008
Ročník Mistrovství Evropy ve fotbale žen do 19 let v roce 2008 je již 11. a zároveň 7. od zvýšení věkového limitu hráček. Probíhá od 7. do 19. července 2008 ve Francii a účastní se ho týmy složené z hráček narozených 1. ledna 1989 a mladší.

## Stadiony
| Název                      | Kapacita | Město                | Zápasy        |
| Stade Georges Boulogne     | 2656     | Amboise              | 3 (skupiny)   |
| Stade Marcel Vignaud       | 3330     | Avoine               | 2 (skupiny)   |
| Stade de la Vallée du Cher | 13500    | Tours                | 2 (SF, F)     |
| Stade des Allées           | 7000     | Blois                | 3 (skup., SF) |
| Complexe Sportif Guy Drut  | 3000     | Saint-Cyr-sur-Loire  | 2 (skupiny)   |
| Vineuil Stade Municipal    | 600      | Vineuil              | 1 (skupiny)   |
| Stade Jules Ladoumègue     | 6285     | Romorantin-Lanthenay | 2 (skupiny)   |

## Rozhodčí
| Jméno                 | Národnost   | Datum narození   |
| Marija Damjanović     | Chorvatsko  | 29. října 1971   |
| Berta Tavares         | Portugalsko | 4. července 1974 |
| Christina Dorcioman   | Rumunsko    | 7. srpna 1974    |
| Irina Tereščenko      | Rusko       | 6. ledna 1973    |
| Hilal Tuba Tosun Ayer | Turecko     | 10. září 1970    |
| Kateryna Monzul       | Ukrajina    | 5. července 1981 |
| Jana Adámková         | Česko       | 27. ledna 1978   |

| Jméno               | Národnost  | Datum narození    |
| Silke Mitterlechner | Rakousko   | 1. ledna 1976     |
| Ella De Vries       | Belgie     | 10. května 1977   |
| Guergana Vidova     | Bulharsko  | 18. prosince 1977 |
| Tonja Paavola       | Finsko     | 25. března 1977   |
| Judit Kulcsár       | Maďarsko   | 27. dubna 1980    |
| Nicolet Bakker      | Nizozemsko | 13. března 1984   |
| Aisling Looney      | Irsko      | 21. října 1984    |
| Eveline Bolli       | Švýcarsko  | 6. března 1982    |

## Zápasy

### Skupinová fáze

#### Skupina A
| # | Tým       | Z | V | R | P | GV | GO | GR | B |
| 1 | Itálie    | 3 | 2 | 0 | 1 | 4  | 4  | 0  | 6 |
| 2 | Norsko    | 3 | 1 | 1 | 1 | 3  | 3  | 0  | 4 |
| 3 | Francie   | 3 | 1 | 1 | 1 | 3  | 4  | -1 | 4 |
| 4 | Španělsko | 3 | 1 | 0 | 2 | 4  | 3  | 1  | 3 |

| 7. července 2008 16:00 CET |       |        |                                                         |
| Itálie                     | 1 - 0 | Norsko | Stade Jules Ladoumègue, Romorantin rozhodčí: Damjanović |
| T.Bonetti 90'              |       |        | Stade Jules Ladoumègue, Romorantin rozhodčí: Damjanović |

| 7. července 2008 19:00 CET |       |           |                                             |
| Francie                    | 1 - 0 | Španělsko | Stade des Allées, Blois rozhodčí: Dorcionam |
| J.Marchart 59'             |       |           | Stade des Allées, Blois rozhodčí: Dorcionam |

| 10. července 2008 16:00 CET |       |                                |                                                   |
| Španělsko                   | 1 - 2 | Norsko                         | Stade Georges Boulogne, Amboise rozhodčí: Subotić |
| I.Flaviano 90+1'            |       | G.Herregården 58' H.Hansen 75' | Stade Georges Boulogne, Amboise rozhodčí: Subotić |

| 10. července 2008 19:00 CET |       |                                           |                                          |
| Francie                     | 1 - 3 | Itálie                                    | Stade des Allées, Blois rozhodčí: Monzul |
| E.Le Sommer 62'             |       | A.Barreca 34' P.Gueli 69' C.Bonometti 89' | Stade des Allées, Blois rozhodčí: Monzul |

| 13. července 2008 18:00 CET |       |                 |                                                   |
| Norsko                      | 1 - 1 | Francie         | Stade Jules Ladoumègue, Romorantin rozhodčí: Ayer |
| M.Mjelde 35'                |       | E.Le Sommer 73' | Stade Jules Ladoumègue, Romorantin rozhodčí: Ayer |

| 13. července 2008 18:00 CET              |       |        |                                                     |
| Španělsko                                | 3 - 0 | Itálie | Vineuil Stade Municipal, Vineuil rozhodčí: Adámková |
| R.Ruiz 25' S.Meseguer 61' S.González 88' |       |        | Vineuil Stade Municipal, Vineuil rozhodčí: Adámková |

#### Skupina B
| # | Tým     | Z | V | R | P | GV | GO | GR  | B |
| 1 | Německo | 3 | 2 | 1 | 0 | 10 | 1  | 9   | 7 |
| 2 | Švédsko | 3 | 1 | 2 | 0 | 4  | 3  | 1   | 5 |
| 3 | Anglie  | 3 | 1 | 1 | 1 | 4  | 4  | 0   | 4 |
| 4 | Skotsko | 3 | 0 | 0 | 3 | 2  | 12 | -10 | 0 |

| 7. července 2008 16:00 CET        |       |               |                                                |
| Švédsko                           | 2 - 1 | Skotsko       | Stade Georges Boulogne, Amboise rozhodčí: Ayer |
| E.Konradsson 69' S.Sjöstedt 90+4' |       | Ch.Murray 82' | Stade Georges Boulogne, Amboise rozhodčí: Ayer |

| 7. července 2008 16:00 CET |       |        |                                               |
| Německo                    | 2 - 0 | Anglie | Stade Marcel Vignaud, Avoine rozhodčí: Monzul |
| M.Pollmann 35' 59'         |       |        | Stade Marcel Vignaud, Avoine rozhodčí: Monzul |

| 10. července 2008 16:00 CET |       |                               |                                                   |
| Skotsko                     | 1 - 3 | Anglie                        | Stade Marcel Vignaud, Avoine rozhodčí: Damjanović |
| R.Littlejohn 6'             |       | J.Nobbs 4' T.Duggan 45+4' 74' | Stade Marcel Vignaud, Avoine rozhodčí: Damjanović |

| 10. července 2008 16:00 CET |       |                |                                                                   |
| Švédsko                     | 1 - 1 | Německo        | Complexe Sportif Guy Drut, Saint-Cyr-sur-Loire rozhodčí: Adámková |
| S.Jakobsson 36'             |       | M.Pollmann 25' | Complexe Sportif Guy Drut, Saint-Cyr-sur-Loire rozhodčí: Adámková |

| 13. července 2008 16:00 CET |       |                                                                                                  |                                                   |
| Skotsko                     | 0 - 7 | Německo                                                                                          | Stade Georges Boulogne, Amboise rozhodčí: Subotić |
|                             |       | L.Schwab 10' K.Kulig 18' M.Pollmann 32' S.Mirlach 37' L.Schwab 45+1' M.Hegering 47' S.Wagner 64' | Stade Georges Boulogne, Amboise rozhodčí: Subotić |

| 13. července 2008 16:00 CET |       |                  |                                                                    |
| Anglie                      | 1 - 1 | Švédsko          | Complexe Sportif Guy Drut, Saint-Cyr-sur-Loire rozhodčí: Dorcioman |
| T.Duggan 10'                |       | L.Fors 63' (pen) | Complexe Sportif Guy Drut, Saint-Cyr-sur-Loire rozhodčí: Dorcioman |

### Semifinále
| 16. července 2008 15:30 CET                                |       |         |                                          |
| Itálie                                                     | 4 - 0 | Švédsko | Stade des Allées, Blois rozhodčí: Monzul |
| P.Gueli 37' C.Bonometti 54' A.Parisi 72' (pen) P.Gueli 75' |       |         | Stade des Allées, Blois rozhodčí: Monzul |

| 16. července 2008 17:45 CET |             |                                  |                                                  |
| Německo                     | 1 - 2 (pen) | Norsko                           | Stade de la Vallée du Cher, Tours rozhodčí: Ayer |
|                             |             | I.E.Enget 2' (vl.) I.E.Enget 49' | Stade de la Vallée du Cher, Tours rozhodčí: Ayer |

|                                          |       | Penaltový rozstřel                            |  |
| M.Hegering S.Wagner M.Pollmann S.Mirlach | 2 – 4 | M.Mjelde I.Isaksen A.Ree K.Andresen I.E.Enget |  |

### Finále
| 19. července 2008 17:00 CET |       |        |                                                       |
| Itálie                      | 1 - 0 | Norsko | Stade de la Vallée du Cher, Tours rozhodčí: Dorcioman |
| A.Parisi 71' (pen)          |       |        | Stade de la Vallée du Cher, Tours rozhodčí: Dorcioman |

| Mistr Evropy Itálie |

## Statistiky

### Góly
| Góly                                                            | Tým                                     |
| Gól · Gól · Gól · Gól · Gól · Gól · Gól · Gól · Gól · Gól · Gól | - Německo                               |
| Gól · Gól · Gól · Gól · Gól · Gól · Gól · Gól · Gól             | - Itálie                                |
| Gól · Gól · Gól · Gól                                           | - Anglie - Švédsko - Španělsko - Norsko |
| Gól · Gól · Gól                                                 | - Francie                               |
| Gól · Gól                                                       | - Skotsko                               |
| vl.                                                             | - Norsko                                |

| Góly                  | Jméno |
| Gól · Gól · Gól · Gól | - Marie Pollmann |
| Gól · Gól · Gól       | - Toni Duggan - Pamela Gueli |
| Gól · Gól             | - Lisa Schwab - Eugénie Le Sommer - Cristina Bonometti, Alice Parisi |
| Gól                   | - Emmelie Konradsson, Sara Sjöstedt, Sofia Jakobsson, Louise Fors - Tatiana Bonetti, Alessandra Barreca - Kim Kulig, Stefanie Mirlach, Marina Hegering, Selina Wagner - Ioana Falviano, Rocío Ruiz, Silvia Meseguer, Sara González - Julie Machart - Christie Murray, Ruesha Littlejohn - Gunhild Herregården, Hege Hansen, Maren Mjelde, Ida Elise Enget - Jordan Nobbs |
| vl.                   | - Ida Elise Enget |